# Bir Ghbalou
Bir Ghbalou (în arabă بئر غبالو) este o comună din provincia Bouira, Algeria.
Populația comunei este de 11.016 locuitori (2008).